# Забывая Сарику Мортшалл
«Забывая Сарику Мортшалл» (англ. Forgetting Sarick Mortshall) — девятый эпизод пятого сезона американского мультсериала «Рик и Морти». Сценарий к эпизоду написала Шивон Томпсон, а режиссёром выступил Кёнг Хи Лим.
Название эпизода отсылает к фильму «Забывая Сару Маршалл» (2008).
Премьера эпизода состоялась 5 сентября 2021 года в блоке Adult Swim на Cartoon Network. Эпизод посмотрели около 914 тысячи зрителей во время выхода в эфир.

## Сюжет
Обнаружив, что ему постоянно приходится убирать беспорядки Рика, Морти случайно проливает жидкость из портала себе на руку и обнаруживает, что может говорить с Ником, другим человеком, который пролил жидкость из портала на себя. Они становятся друзьями, и Морти вызволяет его из психиатрической больницы, в которой он находится, когда Ник говорит, что Рик пренебрегает им и Морти. Когда Морти понимает, что Ник оказывается жестоким психопатом, он отрезает себе руку с портальной жидкостью, и бросает её в портал на бедре Ника, от чего тот умирает.
Тем временем Рик объединяется с двумя воронами, чтобы показать Морти, насколько он заменяемый, но после приключения, в котором они спасают его от антропоморфных воронов, пытающихся напасть на Землю, он понимает, что они — больше, чем просто заменяемые альтернативы Морти. Рик оставляет потрясённого Морти, чтобы путешествовать с двумя воронами.
В сцене после титров инопланетянин по имени «Обормот-Мусороглот», которого Рик использует для уборки мусора, оказывается на самом деле врачом, которого ругает его мама, но он всё равно решает продолжать поедать мусор Рика.

## Отзывы
Зак Хэндлен из The A.V. Club дал двум эпизодам (девятому и десятому) оценку A-, заявив, что «из двух эпизодов „Мортшалл“ немного слабее, но при этом чертовски хорош». Джо Матар из Den of Geek оценил оба эпизода на 4 звезды из 5, заявив, что «в любом случае, единственное, что делает сюжет воронов „интересным“, — это то, что сценаристы так стараются, что это переносится в следующий эпизод».